# Associação Social e Esportiva Sada
La Associação Social e Esportiva Sada, más conocida como Sada Cruzeiro, es un equipo de voleibol brasileño de la ciudad de Belo Horizonte.

## Historia
Fundado en 2006 en Betim participa en la Primera Liga brasileña desde la temporada 2006/2007. En enero de 2009 se una al Cruzeiro Esporte Clube y muda su nombre en Sada Cruzeiro Vôlei; rápidamente se configura como uno de los equipos de punta del voleibol brasileño y sudamericano, ganando la Superliga de Brasil en 2010/2011 y el  Campeonato Sudamericano en 2012. En la temporada siguiente llega hasta la final del  Campeonato Mundial de Clubes siendo derrotada por 3-0 por el Trentino Volley.
Todavía el 20 de octubre de 2013 se convierte en el primer equipo brasileño y sudamericano en ganar el  título mundial tras vencer por 3-0 los rusos de VKL Novosibirsk.

## Palmarés
- Campeonato brasileño (6)

2011-2012, 2013-2014, 2014-2015, 2015-2016, 2016-2017, 2017-2018
2.° lugar (2): 2010-2011, 2012-2013
- Supercopa en Brasil (3)

2015, 2016, 2017
- Copa Brasil (5)

2014, 2016, 2018, 2019, 2020.
- Campeonato Mineiro (11)

2008, 2010, 2011, 2012, 2013, 2014, 2015, 2016, 2017, 2018, 2019
- Campeonato Sudamericano (7)

2012, 2014, 2016, 2017, 2018, 2019, 2020
2.° lugar (1): 2015
- Campeonato Mundial de Clubes (3)

2013, 2015, 2016
2.° lugar (1): 2012